# Zaglyptus cortesi
Zaglyptus cortesi là một loài tò vò trong họ Ichneumonidae.